# Hengdong
Hengdong är ett härad som lyder under Hengyangs stad på prefekturnivå i Hunan-provinsen i sydöstra Kina.